# 트리판 블루
트리판 블루(trypan blue)는 아조 염색약 중 하나로 면직물용 직접 염료이다. 생물학에서는 죽은 조직이나 세포를 선택적으로 염색하기 위해 필수 염색제로 사용된다. 이때 염색되는 색은 파란색이다.
세포막이 손상되지 않은 살아있는 세포나 조직은 착색되지 않는다. 세포는 막을 통과하는 화합물을 선택적으로 투과시키기 때문에 살아있는 세포에서 트리판 블루는 흡수되지 않는다. 그러나 죽은 세포의 막은 통과한다. 따라서 죽은 세포는 파란색이 되고, 살아있는 세포는 염색되지 않는다. 이 방법을 염료 배제 방법이라고도 한다.

## 화학적 특성
트리판 블루는 톨루이딘, 즉 톨루엔에서 파생된 여러 이성질체 염기 C14H16N2에서 파생된다. 트리판 블루는 수면병을 유발하는 기생충인 트리파노좀을 죽일 수 있다고 한다. 트리판 블루의 유사체인 수라민은 트리파노소마증에 대해 약리학적으로 사용된다. 트리판 블루는 디아민 블루 및 나이아가라 블루라고도 한다.
트리판 블루의 흡광 계수는 메탄올에서 607 nm에서 6⋅104 M−1 cm−1이다.
Trypan red와 trypan blue는 1904년 독일 과학자 Paul Ehrlich에 의해 처음 합성되었다.

## 사용법
Trypan blue는 일반적으로 현미경(세포 계수용)과 조직 생존력 평가를 위한 실험용 쥐에서 사용된다. 이 방법은 괴사 세포와 세포 사멸 세포를 구별할 수 없다.
진균 균사 및 stramenopile을 관찰하는 데 사용할 수 있다.
Trypan blue는 또한 안과 백내장 수술에서 성숙한 백내장이 있을 때 전방 캡슐을 염색하여 연속 곡선형 수정체를 만들기 전에 시각화를 돕는 데 사용된다. 각막 성형술에서 트리판 블루는 깊은 층판 내피 각막 성형술(DLEK) 중 후방 기질 섬유를 염색하고 데스메의 박리 내피 각막 성형술(DSEK)에서 내피를 염색하는 데 사용할 수 있다. Trypan blue는 유리체 망막 수술에도 사용된다.
20세기 초, 동물에 트리판 블루를 주사하면 뇌와 척수를 제외한 전신 염색이 일어난다는 관찰을 바탕으로 뇌를 보호하는 장벽(혈뇌장벽)의 존재가 유추되었다.

## 동의어
- Azidine blue 3B
- Benzamine blue 3B
- Benzo Blue bB
- Chlorazol blue 3B
- Diamine blue 3B
- Dianil blue H3G
- Direct blue 14
- Niagara blue 3B